# Cây đa năng

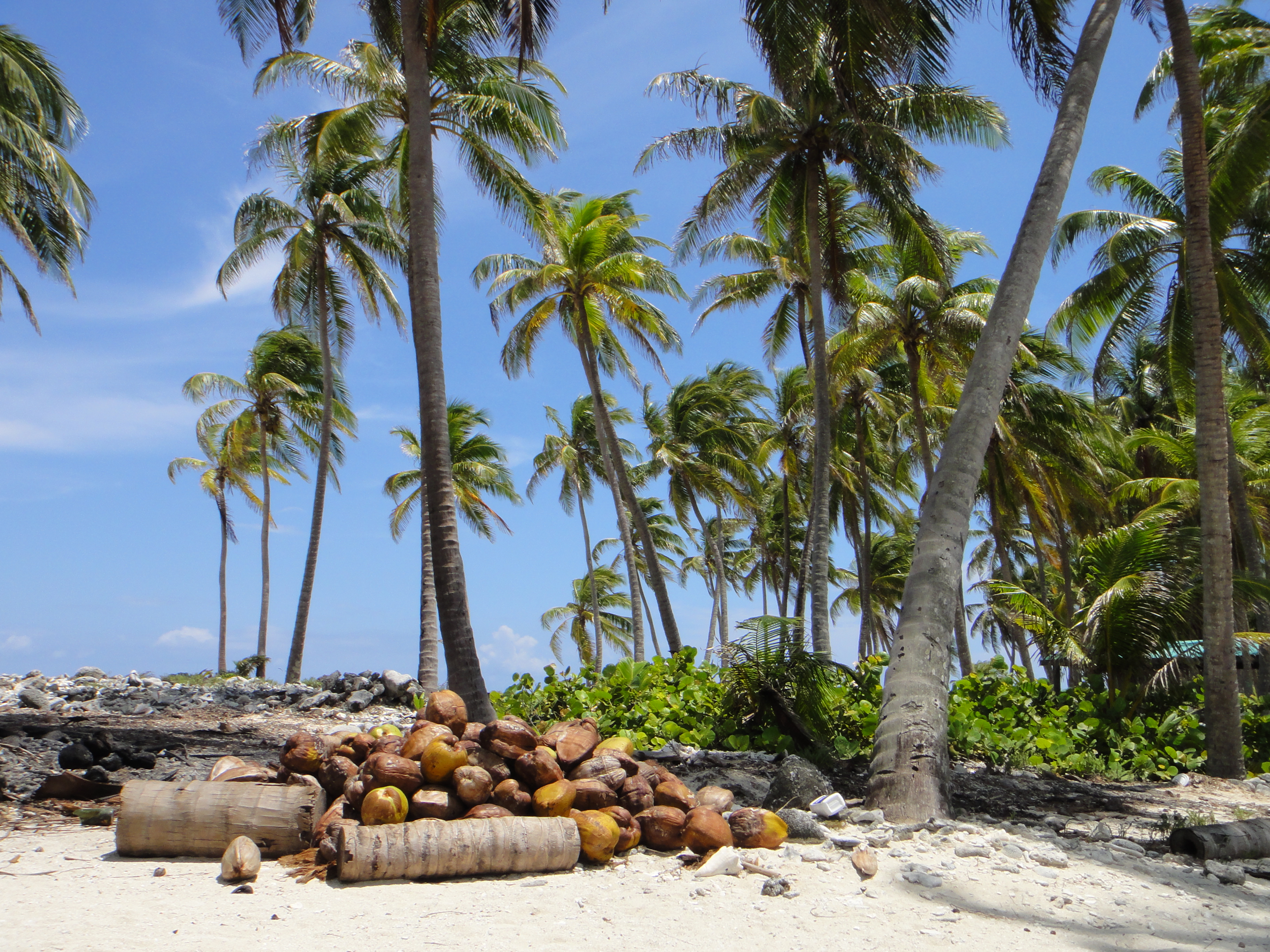
Cây dừa, một cây đa năng phổ biến

Cây đa năng hoặc cây đa chức năng là những cây được trồng và quản lý một cách có chủ ý để cung cấp nhiều hơn một mục đích. Chúng có thể cung cấp thực phẩm dưới dạng trái cây, các loại hạt hoặc lá có thể được sử dụng như một loại rau; đồng thời cung cấp củi, thêm nitơ vào đất hoặc cung cấp một số kết hợp khác của nhiều đầu ra. "Cây đa năng" là một thuật ngữ phổ biến đối với nông lâm kết hợp, đặc biệt khi nói về nông lâm nhiệt đới nơi chủ sở hữu cây là một nông dân tự cung tự cấp.
Trong khi tất cả các cây có thể được cho là phục vụ một số mục đích, chẳng hạn như cung cấp môi trường sống, bóng mát hoặc cải thiện đất; cây đa năng có tác động lớn hơn đến sức khỏe của người nông dân vì chúng đáp ứng nhiều hơn một nhu cầu cơ bản của con người. Trong hầu hết các trường hợp, cây đa năng có vai trò chính; chẳng hạn như là một phần của hàng rào sống, hoặc chắn gió hoặc được sử dụng trong hệ thống thu hoạch mùa vụ. Ngoài ra, họ sẽ có một hoặc nhiều vai trò thứ yếu, thường là cung cấp cho một gia đình thực phẩm hoặc củi hoặc cả hai.
Khi một cây đa năng được trồng, một số nhu cầu và chức năng có thể được đáp ứng cùng một lúc. Chúng có thể được sử dụng như một vật chắn gió, đồng thời cung cấp thực phẩm chủ yếu cho chủ sở hữu. Chúng có thể được sử dụng làm hàng rào, đồng thời là nguồn củi chính cho chủ sở hữu. Chúng có thể được trồng xen vào các cánh đồng hiện có, để cung cấp nitơ cho đất, đồng thời đóng vai trò là nguồn cung cấp cả thực phẩm và củi.
Cây đa năng phổ biến của vùng nhiệt đới bao gồm:
- Gliricidia (Gliricidia sepium) - cây phổ biến nhất được sử dụng làm hàng rào sống ở Trung Mỹ, củi, thức ăn gia súc, cố định nitơ vào đất.
- Moringa (Moringa oleifera) - lá, vỏ và đậu ăn được, thường được sử dụng làm thức ăn gia súc và bóng râm (nó không cố định đạm như mọi người nghĩ [1])
- Cây dừa (Cocos nucifera) - được sử dụng làm thực phẩm, nước tinh khiết (nước ép từ bên trong quả dừa), mái tranh, củi, bóng râm.
- Neem (Azadirachta indica) - hạn chế sử dụng làm thuốc chống côn trùng, kháng sinh, thêm nitơ vào đất, chắn gió, sản xuất sinh khối để sử dụng làm lớp phủ, củi.

Lý tưởng nhất là hầu hết các cây được tìm thấy trong các trang trại nhiệt đới nên chúng đa năng, và cung cấp nhiều hơn cho nông dân thay vì chỉ đơn giản là bóng mát và củi. Trong hầu hết các trường hợp, chúng nên là cây cố định đạm, hoặc cây làm tăng đáng kể an ninh lương thực của nông dân.